# ワイヤロープ

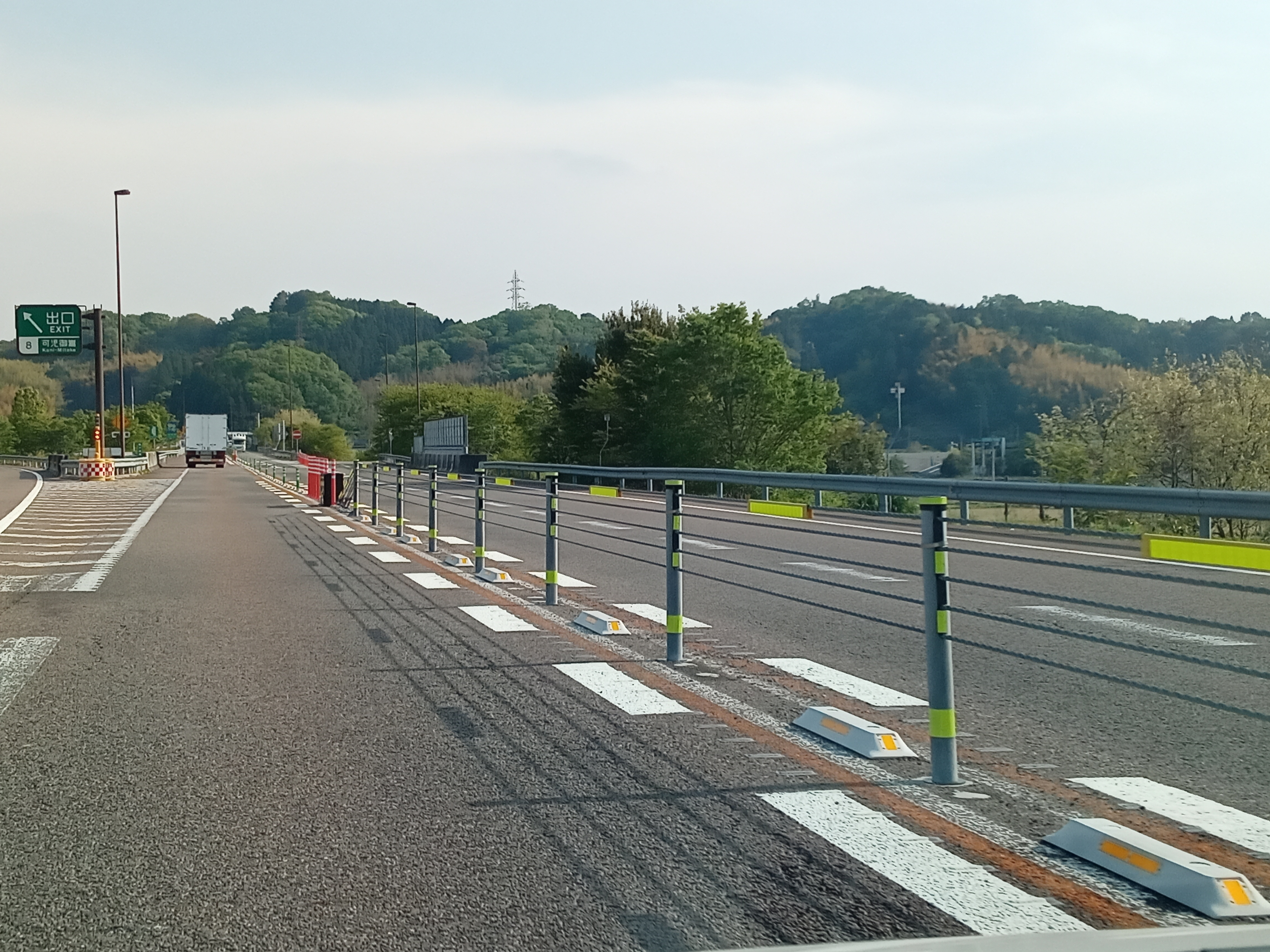
ワイヤロープを設置した中央線

ワイヤロープ式防護柵とは、高速道路の暫定二車線の区間に設置される防護柵のことである。

## 概要
日本の高規格幹線道路の暫定二車線区間では、車線分離にセンターポール（ガイドポスト）と縁石を用いる。ただ、対向車線の車の飛び出しを防止できない。したがって、正面衝突事故が発生しやすく、重大事故に至りやすい。そのような事故を減少させるために、2010年からワイヤロープの研究が行われた。

## 特徴
高い安全性
ワイヤロープに車両が衝突した際、支柱が倒れ、ワイヤロープのたるみが衝撃を緩和する。したがって、乗員が受ける衝撃が小さく、高い安全性が確保される。
工事費用の削減
ワイヤロープ式防護柵は、細い支柱にワイヤロープを通す構造であるので設置幅が少ない。したがって、設置に伴う工事費用削減が可能である。
緊急時対応のしやすさ
緊急時には人力でワイヤロープと支柱を取り外すことができる。したがって、開口部を設置することが容易である。
復旧作業の効率化
事故後の復旧作業は、破損した支柱を取り外し、新たな支柱を舗装の下の穴に挿入しワイヤロープを張るというものである。この作業は、人力で短時間で完了することが可能である。

## 課題と対策
接触事故発生時
事故車両が自走不能となる確率が高い。対策として、導流レーンマークの施工が行われている。ただ、自走不能となった車両が滞留したとしてもその側方を通行できる。
維持管理
接触事故の増加によって、復旧工事のための通行止め回数が増加している。この事案には、復旧時間の短縮を図ることにより、交通への影響を最小限にしている。
長大橋およびトンネル区間
土工部及び中小橋に比べ幅員が狭い。そのため、以下の課題があげられる。
- ワイヤロープへの接触事故の増加[7]
- 容易に開口部が設置できない[7]
- 緊急時の退避がしにくい[7]

現在、ワイヤロープに代わる新たな車線区分柵の技術開発を進めている。

## 整備状況
2019年4月1日現在、暫定二車線の高速道路の有料区間の22路線、約180kmに設置されている。また、計10の中小橋において設置されており、その他は土工部に設置されている。暫定二車線の高速道路の有料区間の供用延長は約2,517kmであるため、約7%の設置にとどまる。また、北海道や東北では、ワイヤロープにLEDを巻き付けるという試行がなされている。そのワイヤロープは、暴風雪によるホワイトアウトが原因の交通事故の防止につながる。